# Władysław Gomułka
Władysław Gomułka (n. 6 februarie 1905, Krosno, Imperiul Austro-Ungar, azi Polonia -- d. 1 septembrie 1982, Konstancin-Jeziorna) a fost un lider comunist polonez. A fost de facto conducătorul Poloniei între 1945-1948 și încă o dată, între 1956-1970.

## Biografie

### Perioada interbelică
Gomułka a devenit în 1926 membru al Partidului Comunist Polonez (Komunistyczna Partia Polski-KPP). În 1934, a plecat la Moscova, unde a locuit pentru un an. La întoarcerea în Polonia, a fost arestat și a petrecut o mare parte de timp în închisoare, până la începutul celui de-Al Doilea Război Mondial. La începutul războiului a fost eliberat și a devenit un influent lider comunist în timpul acestuia. În 1943 l-a convins pe Stalin să accepte reformarea Partidului Comunist Polonez, care urma să se numească Partidul Muncitorilor Polonezi (Polska Partia Robotnicza-PPR).

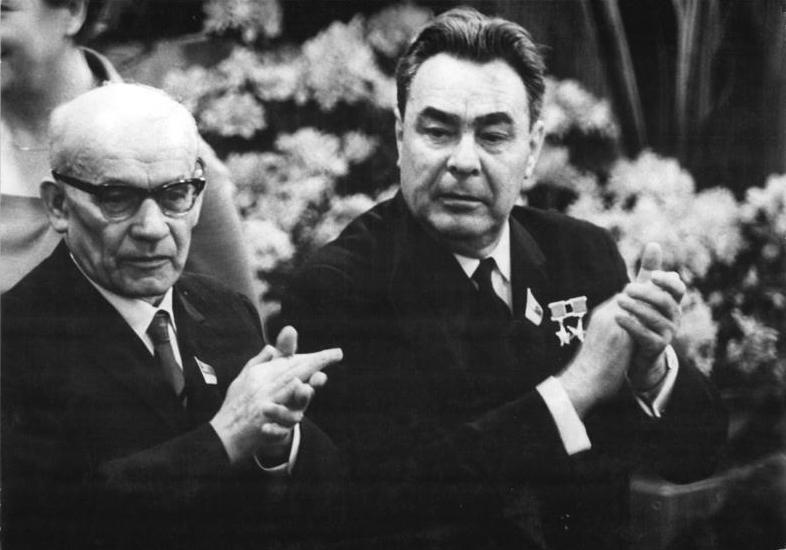
Gomułka şi Leonid Brejnev în Germania de Est, 1968.

### După 1945
După moartea în condiții suspecte a lui Bolesław Bierut în 1956, polonezii au sperat o vreme că se va produce destalinizarea. În iunie 1956 au început proteste la Poznań, împotriva lipsei de alimente, a bunurilor de larg consum, împotriva nivelului de trai scăzut, a livrării de mărfuri către URSS și a conducerii defectuoase a economiei. Guvernul polonez i-a numit inițial pe protestatari provocatori, contrarevoluționari și agenți imperialiști. Securitatea poloneză a ucis pe mulți dintre ei. 
Aceasta fiind situația, Edward Ochab, succesorul lui Bierut, i-a cedat lui Gomułka funcția de secretar general al Partidului Muncitoresc Unit Polonez (Polska Zjednoczona Partia Robotnicza-PZPR). 
La început, Gomułka a fost foarte popular ca urmare a reformelor sale, această perioadă fiind cunoscută în Polonia sub numele de dezghețul Gomułka și chiar el însuși declarând că vrea să găsească drumul polonez spre socialism. În anii '60 însă, a început să devină mai conservator, sub influența URSS. El a fost cel care a ordonat persecutarea Bisericii Catolice Poloneze și a intelectualilor (cel mai cunoscut caz este cel al lui Leszek Kołakowski, care a fost forțat să plece în exil). Tot sub presiunea URSS, a susținut invazia militară a Tratatului de la Varșovia în Cehoslovacia, în 1968. În 1967 a inițiat propaganda antiisraeliană ca urmare a Războiului de Șase Zile. 

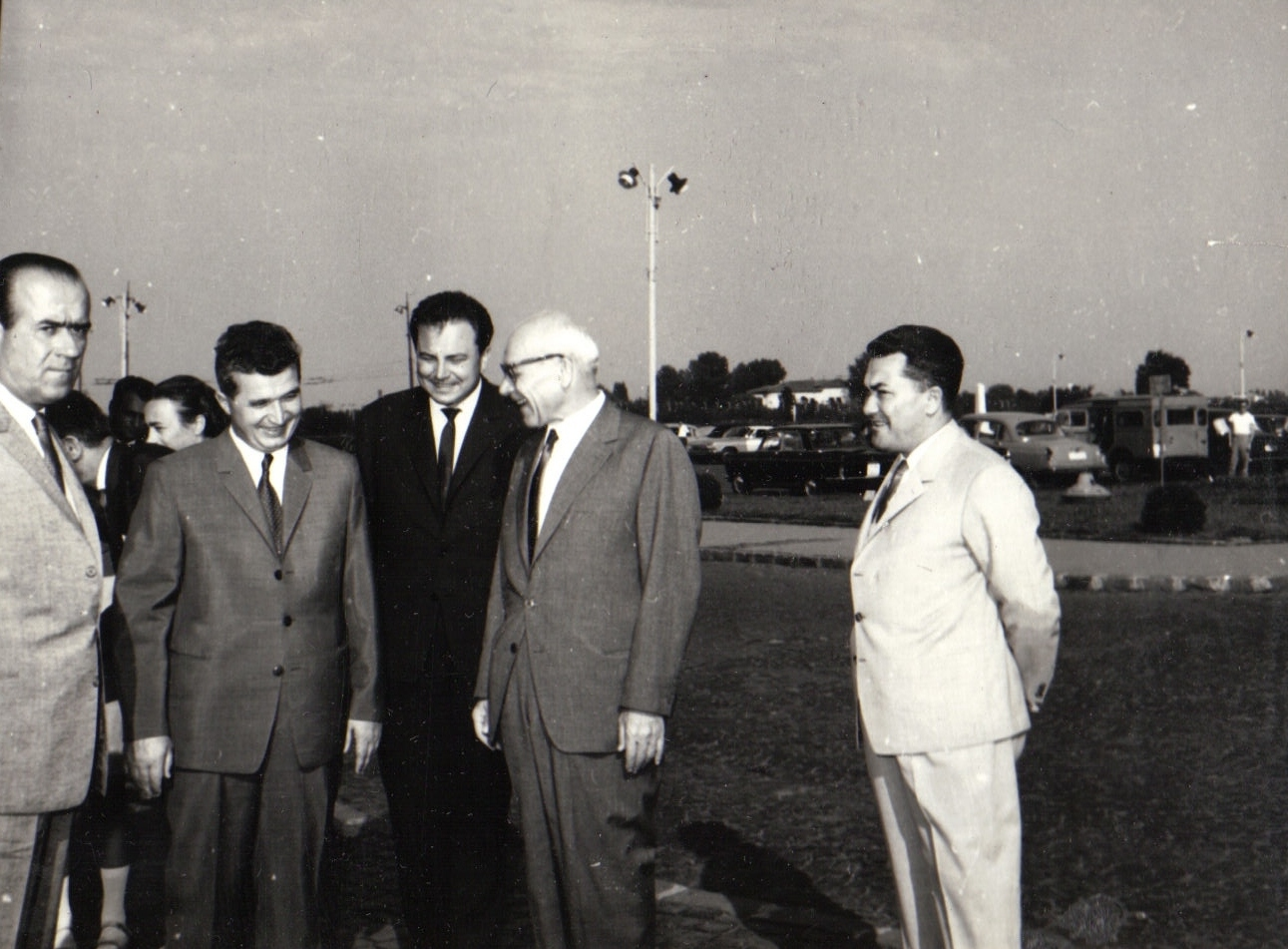
Gomułka şi Nicolae Ceauşescu la plecarea lui Gomułka din România

În 1970, după revolta muncitorilor de la șantierul naval din Gdansk, în care mai multe zeci dintre aceștia au fost uciși, a urmat înlocuirea sa din funcția de secretar general al partidului (oficial, din motive de sănătate, ceea ce poate fi plauzibil, deoarece el suferise și un accident vascular cerebral). Edward Gierek, un om mai tânăr și mai dinamic, i-a luat locul iar tensiunile au luat sfârșit.
Gomułka a murit de cancer în 1982. Memoriile sale au fost publicate în 1994.

## Despre
- Dicționar enciclopedic român,(red. Atanasie Joja), vol.1, București, Editura politică, 1964
- Enciclopedia sovietică Moldovenească, (red. Iosif Varticean), Chișinău, vol. 2
- Sovetskii entsiklopedicheskii slovar (red. A.M. Prohorov), M., Sovetskia entsiklopedia, 1982